# Edward Caird
Edward Caird, né le 23 mars 1835 à Greenock et mort le 1er novembre 1908, est un philosophe britannique d'origine écossaise.
Il est le fils de John Caird, fondateur de l'entreprise de construction navale Caird & Company (en), et le frère cadet du théologien John Caird (en). Après avoir étudié à Glasgow et à Oxford, il devient fellow à Merton College en 1864. Il occupe la chaire de philosophie morale à Glasgow en 1866, puis est nommé à la tête de Balliol College, poste qu'il occupe jusqu'à sa retraite en 1907.
Il a notamment écrit sur Kant, Hegel et Comte.

## Œuvres
- 1877 : A Critical Account of the Philosophy of Kant, with an Historical Introduction
- 1883 : Hegel
- 1885 : The Social Philosophy and Religion of Comte
- 1889 : The Critical Philosophy of Immanuel Kant
- 1892 : Essays on Literature and Philosophy
- 1893 : The Evolution of Religion
- 1904 : The Evolution of Theology in the Greek Philosophers